# 원각류해 권1～3
원각류해 권1~3(圓覺類解 卷一～三)은 충청북도 청주시 흥덕구 청주고인쇄박물관에 있는,  2019년 3월 8일 충청북도의 유형문화재 제377호로 지정되었다.

## 개요
'원각류해'는 송나라 승려 행정이 '원각경'의 내용을 8권으로 요약하여 풀이한 책으로, 승려들의 교과과목으로 채택되어 불경수행의 길잡이 역할을 한 책이다. 표지는 金泥로 서명을 쓰고, 본문의 지질은 희고 두꺼운 厚楮紙로 제본의 방식과 더불어 고려말 13~14세기의 특징을 잘 보여주고 있다. 본문의 판각이 정교하여 자체가 해정하고, 인쇄도 판각되자 바로 이루어진 듯 매우 깨끗하여 그 품이 매우 높은 고려시대 목판본이다. 또한 판심에 새겨진 각수명은 시대를 밝힐 수 있는 기록이다.

## 참고 문헌
- 원각류해 권1～3 - 국가유산청 국가유산포털